# Royal Pudding
"Royal Pudding" is de derde aflevering van het vijftiende seizoen van de geanimeerde televisieserie South Park, en de 212e aflevering van de hele serie. Het is een parodie op het huwelijk van Prins William en Catherine Middleton op 29 april 2011. 

## Verhaal
Ike Broflovski moest op school voor Tooth Decay (tandbederf) spelen bij een toneelstukje en hij zat daar thuis naar de bruiloft op tv te kijken. Toen de Canadese prinses werd ontvoerd, begon Ike te huilen. Ook toen hij voor Tooth Decay moest oefenen huilde hij nog, tot hij naar Canada ging, waar hij de prinses zou redden en de echte Tooth Decay zou verslaan. 
Ike ging met de bus naar Canada en kwam daar een andere Canadees tegen, genaamd Ugly Bob, die een zak over zijn hoofd heeft. 
Ike kwam bij alle andere Canadezen te staan en samen met Scott the Dick, Ugly Bob en twee Eskimo's ging hij op pad om de prinses te zoeken. Ondertussen in South Park, moest Kyle Broflovski voor Tooth Decay spelen. Mr. Mackey was toen boos op hem omdat zijn vader was doodgegaan aan tandbederf. 
Ten minste, Mr Mackey was boos op iedereen. Toen het echte toneelstuk ging beginnen moest er een onderbreking komen en toen moest hij iets belangrijks bespreken. 
Toen Ike in Canada Tooth Decay had verslagen (toen de prinses even niet moest kijken van Ike omdat Ugly Bob zijn zak van zijn hoofd haalde), ging hij naar de kerk met de prinses mee naar de bruiloft. En toen liep het goed af, want de prins en prinses konden eindelijk trouwen. Maar ze moesten wel in de pudding gaan staan en de prinses haar arm werd eraf getrokken. Dus toen kon Ike weer veilig thuiskomen.